# Sainte-Consorce
Sainte-Consorce – miejscowość i gmina we Francji, w regionie Owernia-Rodan-Alpy, w departamencie Rodan.
Według danych na rok 1990 gminę zamieszkiwały 1223 osoby, a gęstość zaludnienia wynosiła 210 osób/km² (wśród 2880 gmin regionu Rodan-Alpy Sainte-Consorce plasuje się na 677. miejscu pod względem liczby ludności, natomiast pod względem powierzchni na miejscu 1448.).